# Urs Egger

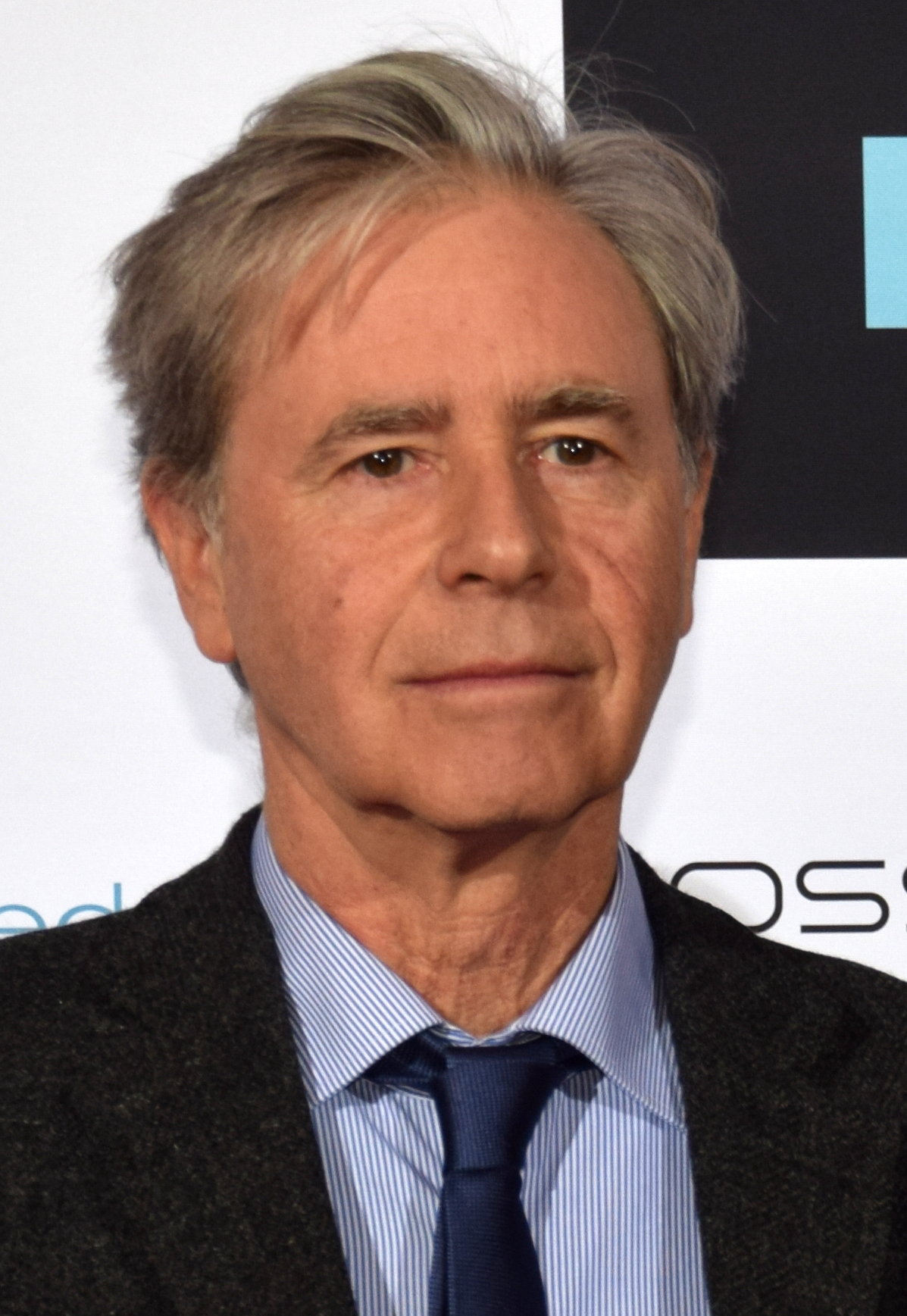
Urs Egger bei der Preisverleihung der Deutschen Akademie für Fernsehen 2015

Urs Johannes Egger (* 9. März 1953 in Bern; † 18. Januar 2020 in Berlin) war ein Schweizer Film- und Fernsehregisseur.

## Leben
Urs Egger berichtete von 1975 bis 1977 als Film-Korrespondent aus Los Angeles für die Neue Zürcher Zeitung, die Cinema Papers (Sydney) und andere Publikationen.
Er machte eine Regie-Ausbildung als Director Fellow am American Film Institute in Los Angeles. Ab 1993 lebte er vorwiegend in Berlin. Ab den 1990er-Jahren inszenierte Egger zahlreiche Fernsehproduktionen für das öffentlich-rechtliche Fernsehen, die unter anderem mit drei Adolf-Grimme-Preisen ausgezeichnet wurden. Er starb im Januar 2020 im Alter von 66 Jahren nach langer Krankheit in Berlin.

## Regieassistenz
Zwischen 1978 und 1985 war er als Regieassistent unter anderem bei den folgenden Filmen engagiert:
- James Bond 007 – Der Hauch des Todes (Regie: John Glen)
- Der Maulwurf (Regie: Yves Boisset)
- Der 4 1/2 Billionen Dollar Vertrag (Regie: John Frankenheimer)
- Via Mala (Regie: Tom Toelle)
- Schneller als das Auge (Regie: Nicolas Gessner)

## Filmografie (Auswahl)
- 1978: Eiskalte Vögel (Kurzfilm)
- 1980: Go West, Young Man (Kurzfilm)
- 1986: Motten im Licht
- 1987: Bilder vom Maler (Dokumentarfilm)
- 1987: Chaos am Gotthard (Fernsehfilm)
- 1990: Tatort: Howalds Fall (Fernsehreihe)
- 1992: Kinder der Landstrasse
- 1994: Die Kommissarin (Fernsehserie)
- 1995: Der Tourist (Fernsehfilm)
- 1996: Die Halbstarken (Fernsehfilm)
- 1998: Opernball (Fernsehmehrteiler)
- 2001: Epsteins Nacht
- 2002: Blond: Eva Blond! – Das Buch der Beleidigungen (Fernsehreihe)
- 2003: Die Rückkehr des Tanzlehrers (Fernsehmehrteiler)
- 2003: Berlin – Eine Stadt sucht den Mörder (Fernsehfilm)
- 2004: Der Mörder meines Vaters (Fernsehfilm)
- 2006: Tod eines Keilers (Fernsehfilm, Schweizer Alternativtitel: Der Keiler)
- 2006: Das Duo: Auszeit
- 2006: Das Duo: Unter Strom
- 2006: An die Grenze (Fernsehfilm)
- 2007: Erlkönig (Fernsehfilm)
- 2008: Das jüngste Gericht (Fernsehmehrteiler)
- 2009: Böses Erwachen (Fernsehfilm)
- 2010: Kennedys Hirn (Fernsehmehrteiler)

- 2010: Wolfsfährte (Fernsehfilm)
- 2011: Restrisiko (Fernsehfilm)

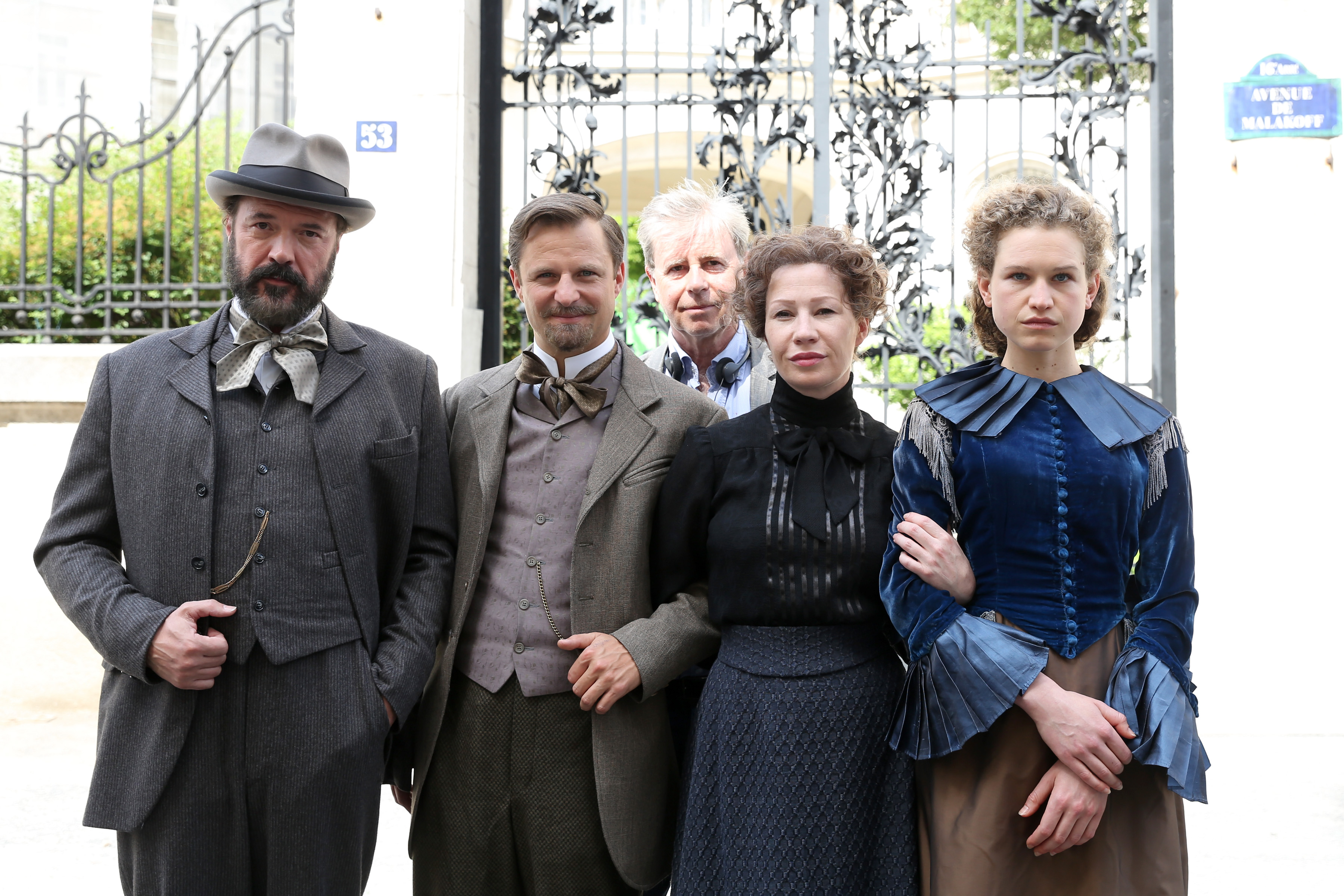
Urs Egger (Mitte) mit den Hauptdarstellern bei Dreharbeiten zu Eine Liebe für den Frieden – Bertha von Suttner und Alfred Nobel in Wien 2014

- 2013: Charlotte Link – Das andere Kind (Fernsehmehrteiler)
- 2013: Krokodil (Fernsehfilm, nach einer Kurzgeschichte von Philippe Djian)
- 2014: München Mord – Wir sind die Neuen (Fernsehfilm; Pilotfilm für eine neue Reihe)
- 2014: Der letzte Kronzeuge – Flucht in die Alpen (Fernsehfilm)
- 2014: Eine Liebe für den Frieden – Bertha von Suttner und Alfred Nobel (Madame Nobel)
- 2014: Der Fall Bruckner (Fernsehfilm)
- 2015: Die Seelen im Feuer (Fernsehfilm)
- 2015: Brief an mein Leben (Fernsehfilm)
- 2015: Der Bankraub (Fernsehfilm)
- 2016: Gotthard (Historischer Fernsehzweiteiler)
- 2017: Der Sohn (Fernsehfilm)
- 2017: Ein Kind wird gesucht (Fernsehfilm)
- 2018: Das Wunder von Wörgl (Fernsehfilm)
- 2019: Die Spur der Mörder (Fernsehfilm)
- 2019: Kranke Geschäfte (Fernsehfilm)

## Preise und Nominierungen (Auswahl)
- Qualitätsprämie der Schweizerischen Eidgenossenschaft, Go West, Young Man
- Best Foreign Film – Festival Ft. Lauderdale, Kinder der Landstrasse
- Prix meilleure interpretation féminine – Festival Amiens, Kinder der Landstrasse
- Prix du Jury – Festival Amiens, Kinder der Landstrasse
- Nomination Adolf-Grimme-Preis – Opernball
- 1998: Goldener Bildschirm – Bester Fernsehfilm für Opernball
- Cinema-Jupiter – Bester Fernsehfilm 1998 für Opernball
- Goldener Gong – Beste Regie für Opernball
- Gold Plaque Award Special Achievement, Chicago Film Festival, Opernball
- Silberne Nymphe Monte Carlo – Beste Regie Opernball
- 2004: Goldene Romy – Bester Fernsehfilm für Die Rückkehr des Tanzlehrers
- 2006: Goldene Romy – Beste Regie für Tod eines Keilers
- 2007: Nominiert für den Adolf-Grimme-Preis für Tod eines Keilers
- 2008: Nominiert für den Krimipreis Wiesbaden 2008 für Erlkönig
- 2008: Adolf-Grimme-Preis für An die Grenze
- 2008: Deutscher Fernsehpreis 2008 für Das jüngste Gericht: beste Nebendarstellerin, Silke Bodenbender, bester Schnitt (Andrea Mertens)
- 2014: Nominiert für den Krimipreis Wiesbaden 2008 für München Mord
- 2015: Adolf-Grimme-Preis für Der Fall Bruckner
- 2015: Auszeichnung «Beste Regie» der Deutschen Akademie für Fernsehen für Der Fall Bruckner
- 2017: Seoul International Drama Awards in der Kategorie «Best Director» für Gotthard[2]
- 2019: Romy – österreichischer Fernsehpreis für Das Wunder von Wörgl (Bester TV-Film)
- 2019: 51. Fernsehpreis der Österreichischen Erwachsenenbildung für Das Wunder von Wörgl[3]
- 2019: Medienpreis Goldener Kompass für den Film Ein Kind wird gesucht[4]